# Sisymbriopsis shuanghuica
Sisymbriopsis shuanghuica är en korsblommig växtart som först beskrevs av Ke Chien Kuan och Cheng Hsi An, och fick sitt nu gällande namn av Al-shehbaz, C.H. An och Guang Yang. Sisymbriopsis shuanghuica ingår i släktet Sisymbriopsis och familjen korsblommiga växter. Inga underarter finns listade i Catalogue of Life.